# Ankanathapura, Maddur
Ankanathapura là một làng thuộc tehsil Maddur, huyện Mandya, bang Karnataka, Ấn Độ.